# Samo (langue)
Pour les articles homonymes, voir Samo.
Le samo, aussi appelé san, sane, sano, sanu, ou tougan, est une langue mandé ou un continuum linguistique de langues proches parlée par la population samo au Burkina Faso.

## Variétés
La division du samo est encore sujet de débat, la plus courante est la suivante :
- samo maka ou samo du Sud ;
- samo matya (makya) dans le Nord ;
- samo maya dans le Nord.

## Villages
Liste des villages samos:
| Dialecte | Province | Département | Villages |
| -------- | -------- | ----------- | --- |
| Maka     | Mouhoun  | Tchériba    | Bissandérou, Orobié, Youlou |
| Maka     | Nayala   | Gassan      | Dièrè, Djimbara, Gassan, Laraba, Larè, Moara, Téri |
| Maka     | Nayala   | Gossina     | Bosson, Boun, Gossina, Kalabo, Koayo, Le Koun, Madamao, Massako, Naboro, Nianankoré, Nypon, Sui, Tandou, Tarba, Zélassé |
| Maka     | Nayala   | Kougny      | Goin, Gougnan, Gouri, Kamba, Kibiri, Kougny, Niaré, Nimina, Sebéré, Tiouma |
| Maka     | Nayala   | Toma        | Goa, Goussi, Koin, Kola, Konti, Niémé, Nyon, Pankélé, Samba, Sawa, Sien, Siépa, Tô, Toma, Yayo, Zouma |
| Maka     | Nayala   | Yaba        | Biba, Bo, Bounou, Kèra, Kisson, La, Loguin, Sapala, Saran, Siéna, Tiéma, Tosson, Yaba |
| Matya    | Sourou   | Di          | Benkadi, Poura |
| Matya    | Sourou   | Kassoum     | Bangassi, Bao, Bassam, Bonro, Diélé, Doussoula, Dialla, Dian, Dianra, Kankani, Kassoum, Koularé, Kourani, Mara-Grand, Mara-Petit, Ourkoum, P'Naré, Peni, Sorona, Soumara-Boumba, Soumarani, Tianra, Tiao, Tombila, Toungourou, Wawara |
| Matya    | Sourou   | Lanfièra    | Guiédougou, Lanfièra |
| Matya    | Sourou   | Tougan      | Da, Dimboro, Diouroum, Dissi, Gonon, Gosson, Kassan, Kawara, Kouy, Nassan, Tougan, Toungaré, Zinzin |
| Matya?   | Sourou   | Toéni       | Dagalé, Domoni, Dounkou, Gomé, Gon, Gorguéré, Kware-Manguel, Kware-Toksel, Louta, Toéni |
| Maya     | Sourou   | Gomboro     | Ganagoulo, Gomboro, Konga, Sia |
| Maya     | Sourou   | Kiembara    | Bangassogo, Gan, Goueré, Gouyalé, Kiembara, Ouéllé |
| Maya     | Sourou   | Lankoué     | Lankoué Samo, Rassouly, Tourouba |
| Maya     | Sourou   | Toéni       | Sanan, Sanga, Sémé |
| Maya     | Sourou   | Tougan      | Bonou, Boaré, Boussoum, Daka, Guimou, Niankoré, Touaré, Yeguéré |

## Écriture
| a | b | c | d | e | ɛ | ə | f | i | k | kp | l | m |
| n | ŋ | o | ɔ | p | r | s | t | u | w | y  |   |   |

Les tons sont indiqués à l’aide de signe diacritiques sur les lettres de voyelles ou de consonnes nasales:
- le ton haut avec l’accent aigu ;
- le ton bas avec l’accent grave ;
- le ton extra bas avec le tréma ;
- le ton bas avec ton haut avec le caron.

| a | b | c | d | e | ɛ | f | g | h | i | ɩ | j | k | l |
| m | n | ɲ | o | ɔ | p | r | s | t | u | ʋ | w | y | z |